# Марьяновка (Хмельницкий район, Винницкая область)
Марья́новка (укр. Мар’янівка) — село на Украине, находится в Хмельницком районе Винницкой области.
Код КОАТУУ — 0524885001. Население по переписи 2001 года составляет 392 человека. Почтовый индекс — 22010. Телефонный код — 4333.
Занимает площадь 1,3 км².

## Адрес местного совета
22010, Винницкая область, Хмельницкий р-н, с. Марьяновка, ул. Ленина, 101